# Philipp Hyazint von Lobkowicz

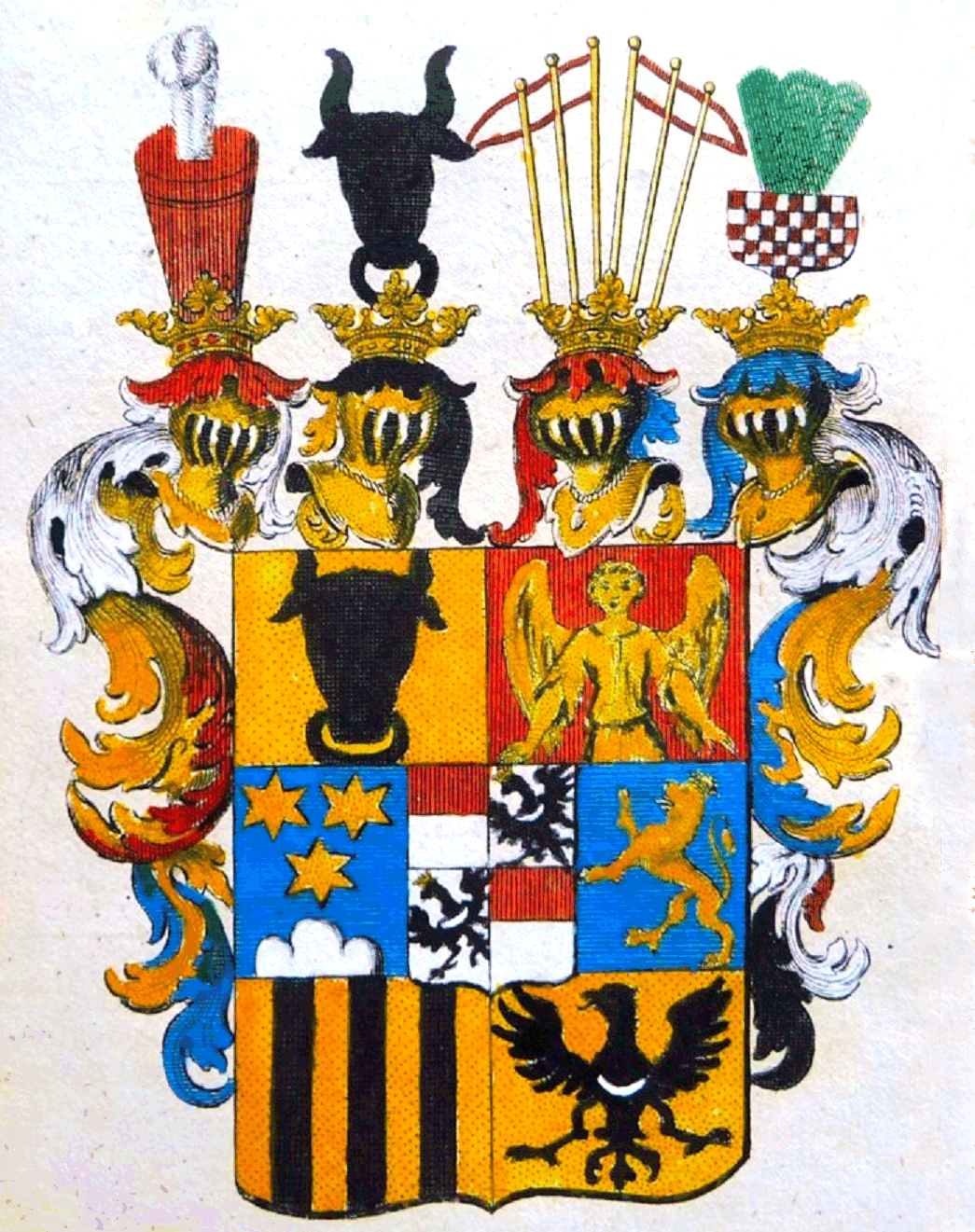
Wappen der Fürsten von Lobkowitz von 1728 aus Christoph Weigels Wappenkalender

Phillip Hyacinth von Lobkowitz (tschechisch: Filip Hyacint Josef z Lobkowicz) (* 25. Mai 1680 in Neustadt an der Waldnaab; † 21. Dezember 1734 in Wien) war der 4. Fürst von Lobkowitz, Herzog von Sagan, Inhaber der Gefürsteten Grafschaft Störnstein und weiterer Besitztümer in der Oberpfalz, in Schlesien und in Böhmen.

## Leben

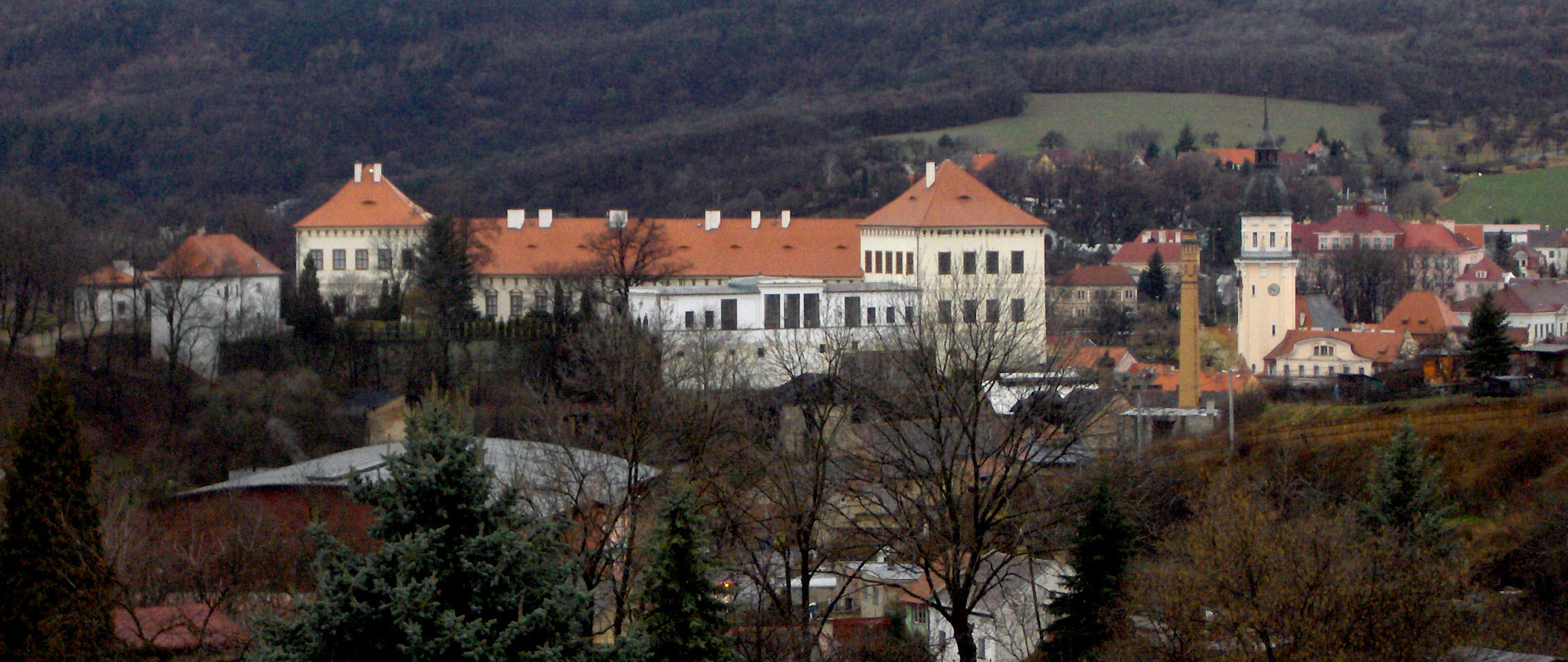
Schloss Bilin

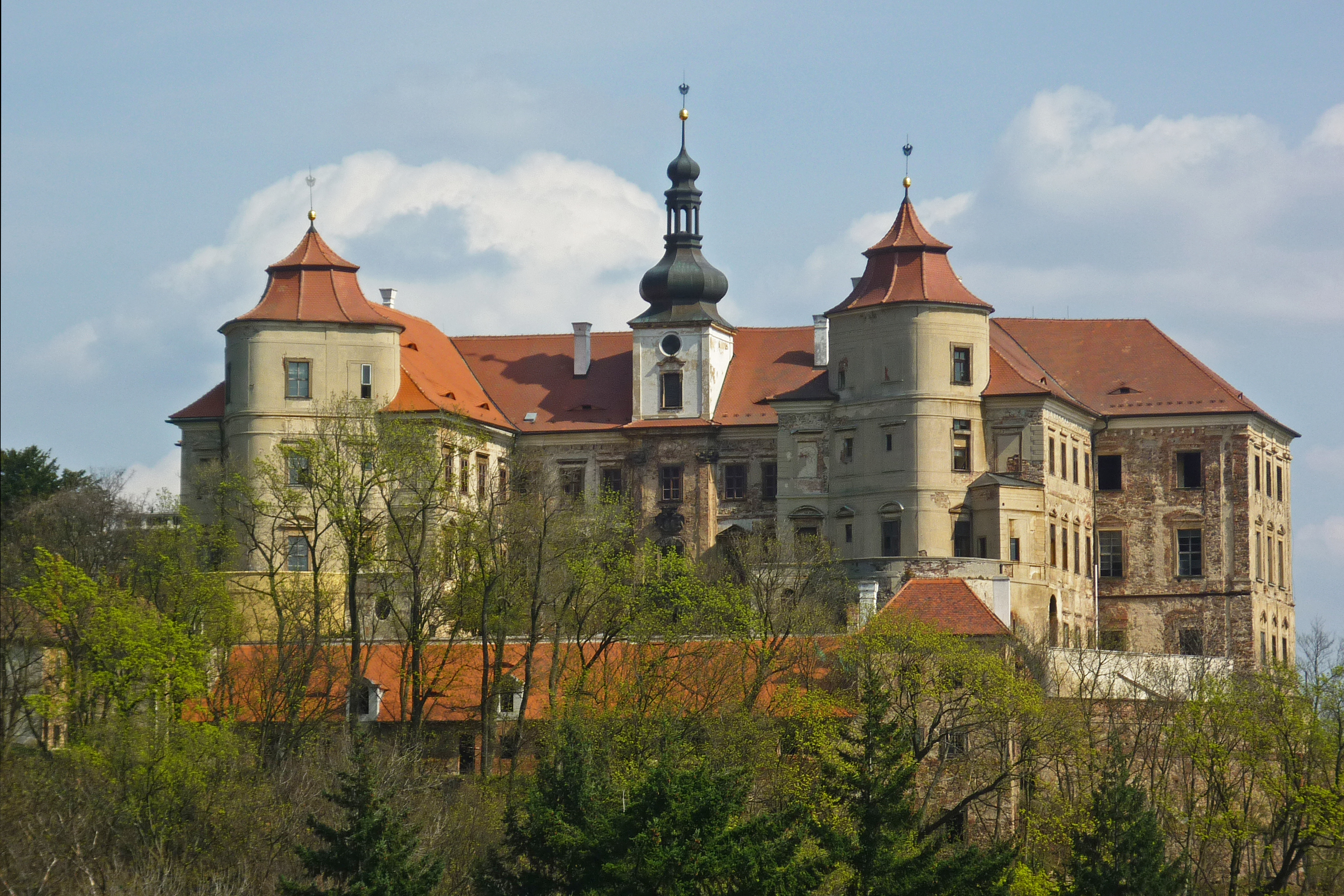
Schloss Eisenberg

Er war der älteste Sohn von Ferdinand August von Lobkowitz und seiner ersten Ehefrau Claudia Franziska von Nassau-Hadamar. Durch seine Ehe mit Eleonore Karoline Charlotte Popel von Lobkowicz, der Erbtochter aus dem Hause Lobkowitz-Bilin, gingen die Besitztümer Bilin, Eisenberg usw. an ihn und er gründete den Raudnitzer Zweiges der älteren Linie Popel von Lobkowitz. 1707 verließ die Fürstenfamilie Neustadt an der Waldnaab und hielt sich in Wien bzw. ihren böhmischen Besitzungen auf.

## Mäzenatentum und Musiker
Auch er gilt wie sein Vater als Freund und Förderer der Lautenmusik und als aktiver Lautenist; er komponierte auch einige Werke für die Laute. Zudem hat er auch für die Raudnitzer Notenbibliothek wesentliche Werke beigetragen.
Zu seinen Freunden am Wiener Hof zählte der Lautenist Silvius Leopold Weiss. Der Vater von Christoph Willibald Gluck war Förster im Dienste des Phillip Hyacinth in Eisenberg. Während seiner Zeit in Wien förderte Phillip Hyacinth ab 1729 Christoph Willibald Gluck. Mit dem Halbbruder des Phillip Hyacinth, Georg Christian von Lobkowitz, unternahm dieser eine Reise durch Europa, die ihn nach London führte. Ihm hat Gluck Opern La Sofonisba (1744), Ippolito (1745) und ein Pasticcio (1743) gewidmet. Für die Lorettokapelle zu Prag gründete Phillip Hyacinth eine damals bedeutende Musikkapelle.

## Ehen und Nachkommen
Phillip Hyacinth war zweimal verheiratet. Bei seinem Tod 1734 in Wien war sein Sohn ältester Wenzel (Vaclav) Ferdinand erst 11 Jahre alt. Somit musste dessen Mutter Maria Wilhelmine die Vormundschaft übernehmen.
In 1. Ehe, geschlossen am 17. Oktober 1703, vermählte er sich mit Eleonore Karoline Gräfin von Lobkowitz auf Bilin (* 9. September 1684; † 3. März 1720), Tochter von Wenzel Ferdinand Popel von Lobkowitz. Das Paar hatte einen Sohn:
- Ferdinand († 1704)

In 2. Ehe, geschlossen am 25. August 1721, heiratete er Maria Wilhelmine Gräfin Althann (* 26. März 1704; † 27. Dezember 1757); in zweiter Ehe verheiratet mit ihrem Vetter Gundaker Ludwig Graf Althann,
- Wenzel Ferdinand (1723–1739), 5. Fürst
- Ferdinand Philipp Joseph (* 27. April 1724 in Hlavní město Praha; † 14. Januar 1784 in Wien), 6. Fürst  ⚭ 1769 mit Gabriele von Savoyen-Carignan (* 27. März 1748 in Turin; † 10. April 1828 in Wien), Eltern von Josef Franz Maximilian (* 8. Dezember 1772 in Wien; † 16. Dezember 1816 in Třeboň) ⚭ 1792  Maria Karolina zu Schwarzenberg (* 7. September 1775 in Wien; † 24. Januar 1816 in Prag)
- Marie Anna (1725–1729)
- Anne Maria Elisabeth (* 23. November 1726; † 29. Juli 1786 in Wien) ⚭ 1743 Anton Corfiz Ulfeldt (* 15. Juni 1699 in Kronstadt; † 31. Dezember 1769 in Wien)
- Philipp Josef (1728–1729)
- Karl Josef (1732–1734)